# 黒田多加恵
黒田 多加恵（くろだ たかえ、1971年（昭和46年）4月18日- ）はテレビ東京の元アナウンサー。現在は同社社員。東京都出身。

## 人物
- 法政大学女子高等学校、法政大学法学部法律学科（自主マスコミ講座）卒業。
- 1992年度のミス東京に選ばれた。
- 1994年にテレビ東京へ入社。当初は広報部勤務。
- 1996年に人事異動でパーソナリティ室（現アナウンス部）に配属され、アナウンサーとなった。
- 1998年にアナウンス部から秘書室へ異動になり、社長室担当秘書を務めていた。
- その後、広報部に異動となり、番組宣伝を担当していたが、現在は人事局厚生部に所属している。
- 既婚者であり、娘がいる。

## アナウンサー時代に出演していた番組
| 期間      | 期間      | 番組名               | 役職                   |
| --------- | --------- | -------------------- | ---------------------- |
| 1996年4月 | 1997年3月 | Y2club               | アシスタント           |
| 時期不明  | 1997年9月 | こちらお天気情報部   | レギュラー出演         |
| 時期不明  | 時期不明  | スポーツTODAY        | 金曜日メインキャスター |
| 1997年4月 | 1997年9月 | ニュースヘッドライン | キャスター             |

## 広報部時代に宣伝を出掛けていた番組
- アークエとガッチンポーてんこもり
- アイシールド21
- アニマル横町
- ARIA The ANIMATION
- 韋駄天翔（イダテンジャンプ）
- うえきの法則
- エレメンタル ジェレイド
- おろしたてミュージカル 練馬大根ブラザーズ
- 陰陽大戦記
- 開運!なんでも鑑定団
- 格闘美神 武龍
- 陰からマモル!
- かしまし 〜ガール・ミーツ・ガール〜
- capeta
- ガラスの仮面
- ガン×ソード
- 元祖!でぶや
- ギャラリーフェイク
- キン肉マンII世 ULTIMATE MUSCLE2
- 銀盤カレイドスコープ
- Get Ride! アムドライバー
- ケロロ軍曹
- 幻星神ジャスティライザー
- 甲虫王者ムシキング 森の民の伝説
- 極上生徒会
- こてんこてんこ
- シュガシュガルーン
- 涼風
- スターシップ・オペレーターズ
- スクールランブル
- ゾイドジェネシス
- ゾイドフューザーズ
- 創聖のアクエリオン
- tactics
- 超星艦隊セイザーX
- とっとこハム太郎
- NARUTO -ナルト-
- 爆球Hit! クラッシュビーダマン
- ぱにぽにだっしゅ!
- 遙かなる時空の中で-八葉抄-
- ピーチガール
- B-伝説! バトルビーダマン 炎魂
- VIEWTIFUL JOE
- ふしぎ星の☆ふたご姫
- BLEACH
- BECK
- 冒険王ビィト
- 冒険王ビィト エクセリオン
- 舞-乙HiME
- 魔弾戦記リュウケンドー
- 魔法先生ネギま!
- まほらば〜Heartful days
- MÄR-メルヘヴン-
- 焼きたて!!ジャぱん
- 遊☆戯☆王デュエルモンスターズGX
- 勇者王ガオガイガーFINAL GRAND GLORIOUS GATHERING
- よみがえる空 -RESCUE WINGS-
- ロックマンエグゼBEAST